# Сергеев, Николай Петрович (учёный)
Николай Петрович Сергеев (1 января 1925, Пензенская область — 3 октября 1982 года) — советский учёный в области вычислительной техники. Кандидат технических наук (1959), профессор (1976). Ректор Пензенского политехнического института с 1976 года по 1982 год. Депутат Горсовета Пензы, делегат XXIV съезда КПСС.

## Биография
Родился в крестьянской семье в селе Тагайка.
В 1941 году окончил среднюю школу в Нижнем Ломове.
В годы войны работал на Пензенском велосипедном заводе.
1 сентября 1945 года поступил в Пензенский индустритальный институт на вечернее отделение, со второго курса был переведён на дневную форму обучения на факультет точной механики. В 1950 году с отличием закончил вуз, получив специальность инженера-механика по приборам точной механики. Он был Сталинским стипендиатом, в его дипломе все оценки только «отлично».
После окончания вуза Н. П. Сергеев был оставлен ассистентом на кафедре «Графика и начертательная геометрия», одновременно он поступил в вечерний университета марксизма-ленинизма. В 1952 году он был принят в аспирантуру, одновременно работал ассистентом кафедры «Электромеханические приборы», затем он был переведён на кафедру «Приборы точной механики» на должность старшего преподавателя. После окончания аспирантуры он был оставлен старшим преподавателем кафедры «Приборы точной механики». Одновременно он исполнял обязанности заместителя декана факультета точной механики.
С 1955 года заместитель декана, с 1957 года декан электротехнического факультета, с 1960 года проректор, с 1976 года и до конца жизни — ректор Пензенского политехнического института. В 1960 году защитил кандидатскую диссертацию в МВТУ им. Н. Э. Баумана. Участвовал в разработке космических аппаратов «Сатурн», «Марс», «Сириус».
Н. П. Сергеев стал основателем в институте новой для вуза специальности 0640 «Автоматизация и механизация процессов обработки и выдачи информации» (АМПОВИ) и 19 ноября 1970 года возглавил на общественных началах вновь образованную кафедру аналогичного названия. 16 апреля 1971 года приказом министра В. Столетова № 145 кафедра АМПОВИ была создана уже официально, её заведующим избирается Н. П. Сергеев. Вскоре на этой кафедре по его инициативе открывается ещё одна специальность 0646 «Автоматизированные системы управления».
Н. П. Сергеев плодотворно работал в вузе. Им подготовлены и изданы в центральных издательствах: учебное пособие «Основы вычислительной техники», монография «Автоматизация процессов решения краевых задач», учебное пособие «Электромагнитная техника», учебник «Электронно-вычислительные машины» в соавторстве с К. А. Сапожковым и Б. Г. Хмелевским. Он осваивал новые лекционные курсы «Информационные машины и их элементы», «Автоматизированные информационные системы».
Коллектив кафедры АМПОВИ проводил большую научно-исследовательскую работу, руководителем которой был Н. П. Сергеев — «Исследование и разработка специализированных устройств и систем обработки информации». В 1973 году он был в научной командировке в США. 9 апреля 1976 года Н. П. Сергеев был утверждён в учёном звании профессора.
Н. П. Сергеев трагически погиб на Кавказе в автокатастрофе 2 октября 1982 года. Похоронен на Новозападном кладбище г. Пензы.

## Научная деятельность
Автор более 150 научных работ, 13 учебников и методических пособий.
Его учебник «Основы вычислительной техники» (в соавторстве с Н. П. Вашкевичем) переведен на английский язык.

## Награды
- два ордена «Знак Почета»;
- Медаль «За доблестный труд в Великой Отечественной войне 1941—1945 гг.»;
- Медаль «В ознаменование 100-летия со дня рождения Владимира Ильича Ленина» (1970);
- Серебряная медаль ВДНХ СССР;
- Почётный знак «За отличные успехи в области высшего образования СССР»[2].